# South Fork Eel River (Kalifornien)
Der South Fork Eel River ist der bedeutendste linke Nebenfluss des Eel River im Nordwesten des US-Bundesstaates Kalifornien. Der 169 km lange Fluss entwässert ein Areal von 1784 km².
Der South Fork Eel River entspringt 9,3 km südlich von Laytonville im Mendocino County. Er strömt in überwiegend nördlicher Richtung durch das Kalifornische Küstengebirge. Der U.S. Highway 101 verläuft entlang dem Fluss. Der South Fork Eel River mündet schließlich bei Dyerville im Humboldt County in den Eel River.
Am 19. Januar 1981 wurden insgesamt 640 km im Flusssystem des Eel River als National Wild and Scenic River ausgezeichnet. Der Flussabschnitt des South Fork Eel River von seiner Mündung bis zur Einmündung des Four Creek wurde dabei unter Schutz gestellt. Im South Fork Eel River kommen verschiedene Lachse und Salmonidenarten vor.
Nahe der Quelle bei Branscomb liegt die Admiral Stanley State Recreation Area. Ein Abschnitt der State Route 254 entlang dem Flusslauf ist als Avenue of the Giants ein so genannter scenic highway. Am Oberlauf bei Leggett befindet sich die Standish-Hickey State Recreation Area, weiter abstrom der Richardson Grove State Park. Unweit der Mündung liegt der Humboldt Redwood State Park am Ufer des South Fork Eel River.
Im Ort Benbow am Mittellauf des South Fork Eel River wurde 1931 der Staudamm Benbow Dam zur Gewinnung von Elektrizität aus Wasserkraft errichtet. Dadurch entstand der 123 Hektar große See Benbow Lake. Ende 2016 wurde der Staudamm wieder abgerissen. Somit ist der Fluss wieder auf der gesamten Strecke für Wanderfische zugänglich.